# Strp
Strp je malo naselje u Boki kotorskoj, u općini Kotor. Udaljeno je oko tri kilometra od Risna.	

## Povijest
U Strpu je otkriven podvodni arheološki lokalitet s nalazima koje možemo situirati u razdoblje od 4. do 7. stoljeća.

## Stanovništvo

### Nacionalni sastav po popisu 2003.
- Ostali - 16
- Crnogorci - 13
- Hrvati - 13
- Srbi - 2
- neopredijeljeni - 1

## Poznate osobe
- Bogdan Bilafer, hrvatski pomorski kapetan, odlikovan od austrijskog cara
- Gracija Bilafer, hrvatski pomorski gospodarstvenik
- Josip Bilafer, istaknuti hrvatski iseljenik